# پیپت بلندبوم
پیپت بلندبوم (نام علمی: Anthus sylvanus) یک گونه از پرندگان خانواده دم‌جنبانکان است که در افغانستان، چین، هنگ کنگ، هند، نپال و پاکستان یافت می‌شود.

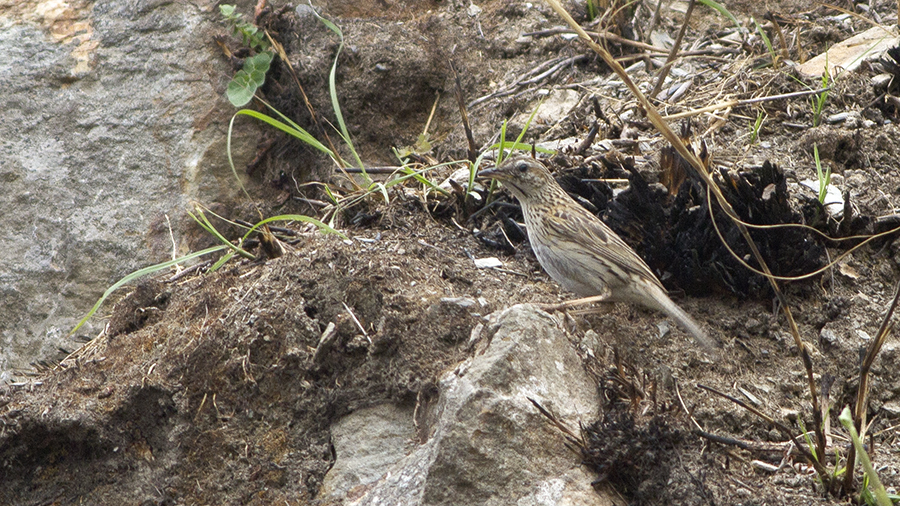
از روستای پانگوت، اوتاراکند، هند.